# Заём Свободы

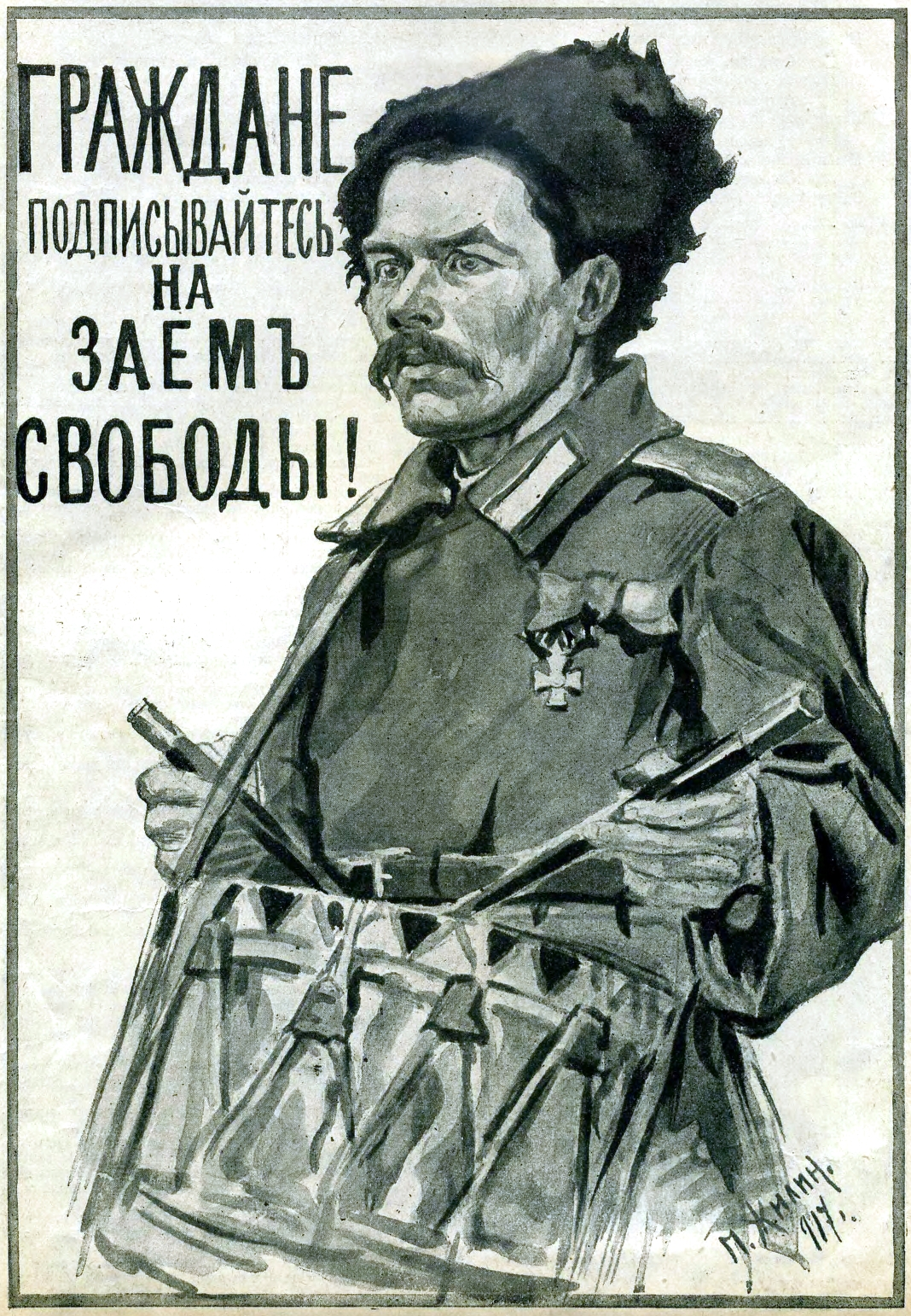
Рекламный плакат займа, 1917

Заём Свободы — государственный заём, проведённый Временным правительством России; крупнейшее мероприятие Временного правительства в сфере государственного кредита.

## Подготовка к выпуску

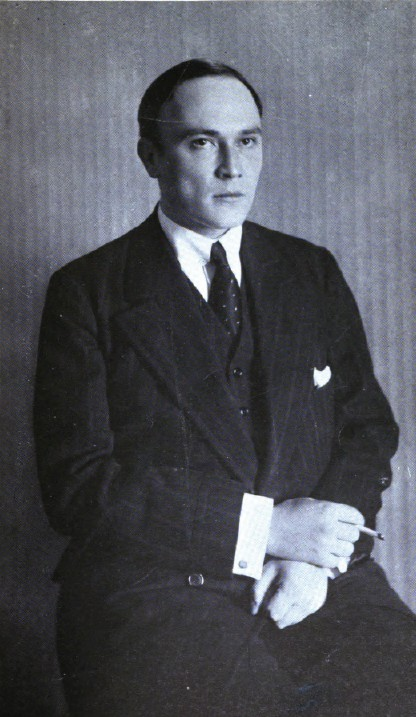
Инициатор выпуска займа М. И. Терещенко — министр финансов (март — май 1917), министр иностранных дел (май — октябрь 1917)

Необходимость проведения большого внутреннего займа Временное правительство, образованное 2 (15) марта 1917 года, впервые обсуждало уже на четвёртый день своего существования — 5 (18) марта. С предложением о выпуске займа выступил министр финансов Михаил Терещенко.
На следующий день Терещенко встретился с руководителями Комитета съездов представителей акционерных коммерческих банков. На этой встрече Терещенко впервые назвал будущее официальное название займа — «Заём Свободы». Предложенный представителями банков вариант названия — «Заём Победы» — был отвергнут, но некоторое время употреблялся в печати, близкой к банковским кругам. Идея выпуска займа была принята в целом позитивно, была достигнута договоренность о подготовке Комитетом проекта займа в течение пяти дней.
Ещё через три дня состоялось совещание глав правлений ведущих банков, на котором были рассмотрены три варианта будущего займа. Был одобрен проект, предусматривающий курс в 85 рублей за 100 рублей номинальных и 5-процентную ставку ежегодного дохода. Этот проект был передан на рассмотрение Особенной канцелярии по кредитной части Министерства финансов. Там проект встретил ряд возражений, связанных с низким выпускным курсом и недостаточным объёмом эмиссии, однако под давлением банков 18 марта проект всё же был утверждён, при этом из всех документов было исключено слово «военный». 27 марта правительство приняло постановление о выпуске займа. В тот же день было опубликовано воззвание Временного правительства, текст которого был затем помещён на лицевых сторонах облигаций, при этом подготовленный к заседанию правительства проект воззвания был значительно сокращён.
Официальная дата выпуска займа была установлена на 27 марта, а дата начала подписки — на 6 апреля.
28 марта было подписано соглашение, в соответствии с которым Государственный банк совместно с крупнейшими частными банками образовывал синдикат для размещения займа. Терещенко согласился на выпуск займа без определения его нарицательной суммы (чего ранее не практиковалось). Вместо точной суммы займа была установлена его минимальная сумма — 3 миллиарда рублей.

## Условия займа
Заём имел долгосрочный характер и должен был погашаться тиражами в течение 49 лет, начиная с декабря 1922 года. Облигации могли быть предъявлены к оплате в течение 30 лет со срока, назначенного для их оплаты.
Подписная цена облигаций составляла 85 %, то есть за облигацию в 100 рублей подписчик должен был уплатить только 85 рублей. При этом при приобретении облигаций в учреждениях Государственного банка и казначейства предусматривалось предоставление ссуд. При подписке на облигацию в 100 рублей можно было заплатить только 10 рублей, а остальные 75 рублей нужно было заплатить до 1 июля 1918 года. Оплату облигаций можно было произвести краткосрочными облигациями государственного казначейства, что было ещё фактором, делающим заём привлекательным для крупного капитала. Ранее выпущенные облигации военных займов и билеты государственного казначейства («серии») в оплату облигаций Займа Свободы не принимались.
Каждая облигация была снабжена листом купонов для получения дохода по ним в течение пяти лет. По истечении этого срока облигации должны были быть обменены на новые того же номинала с купонами на 10 лет. Официально был установлен 5-процентный доход по облигациям, который, с учётом льготной подписки, фактически составлял в первый год выплаты дохода 7 %, а затем около 6,3 %. Доход по облигациям выплачивался два раза в год, 16 марта и 16 сентября, по предъявлении купонов. Выплаты по купонам не облагались налогами. Купоны облигаций могли быть предъявлены к оплате в течение 10 лет со срока, назначенного для их оплаты.

## Облигации и купоны займа

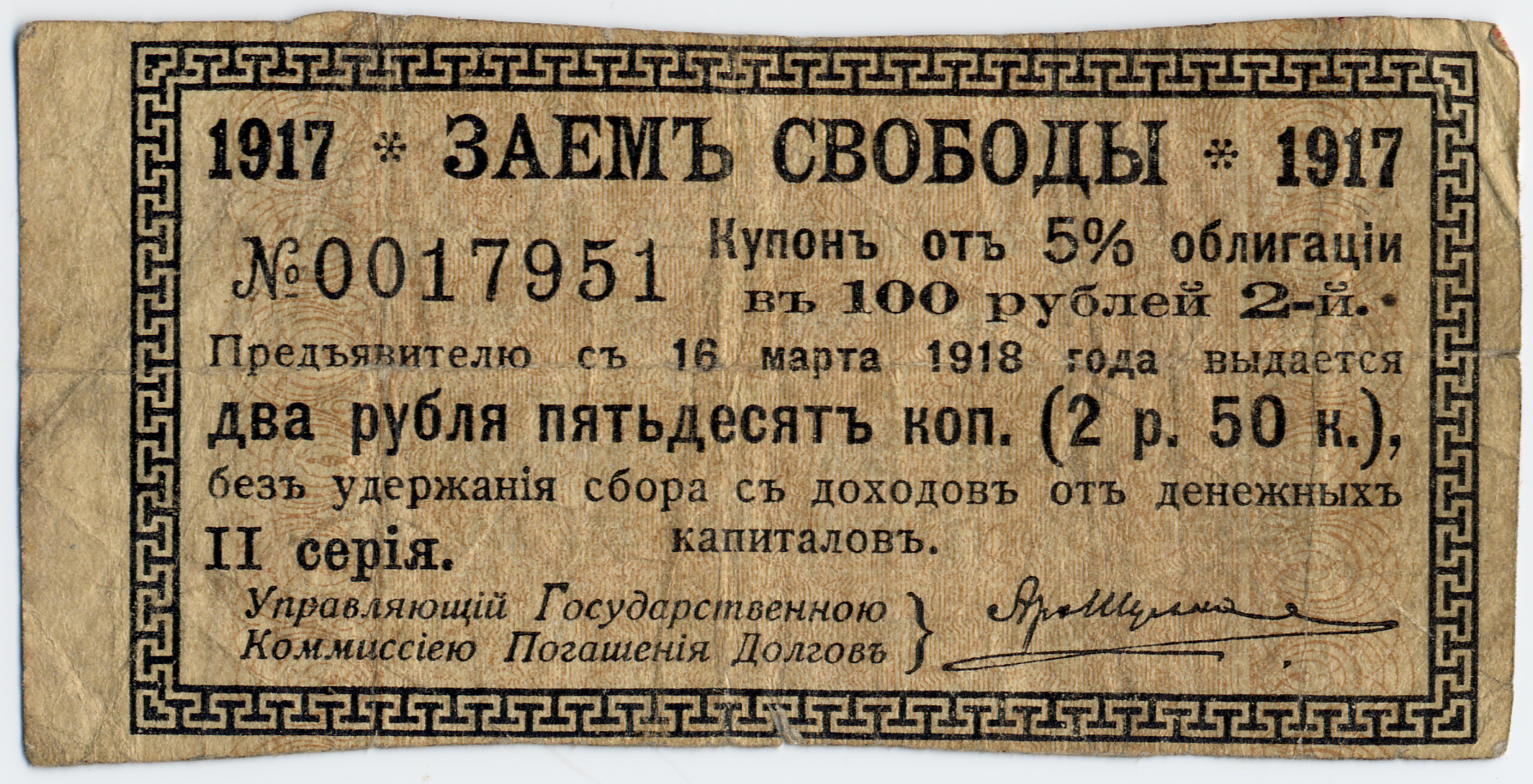
Купон № 2 к облигации в 100 рублей II серии

Облигации первой серии были выпущены номиналами в 50, 100, 500, 1000, 5000, 10 000 и 25 000 рублей. Вторая, третья и четвёртая серии, кроме этих номиналов, включали также облигации в 20 и 40 рублей. Размер всех облигаций (без листа купонов) — 138 × 172 мм.
На лицевой стороне облигаций было изображено здание Государственной думы (Таврический дворец), указан номер облигации и серия. В центральной части облигации указан номинал и помещено обращение Временного правительства с призывом одолжить деньги государству, поместив их в заём. Под текстом обращения — подписи министров Временного правительства и надпись «Петроград, 27 марта 1917 года».
На оборотной стороне облигаций — основные условия размещения займа, подписи управляющего Государственной комиссией погашения долгов и бухгалтера. Текст основных условий на облигациях II, III и IV серий был дополнен указанием номиналов в 20 и 40 рублей.
Частью каждой облигации был лист купонов. На лицевой стороне каждого купона — номер облигации и серия, номинал облигации, дата выплаты дохода и выплачиваемая сумма, подпись управляющего Государственной комиссией погашения долгов. На обратной стороне каждого купона помещён текст, объясняющий, где производится выплата по купонам, и указан номер купона (от 1 до 10). Размер купона (по рамке) — 67 × 35 мм.

## Агитационная кампания

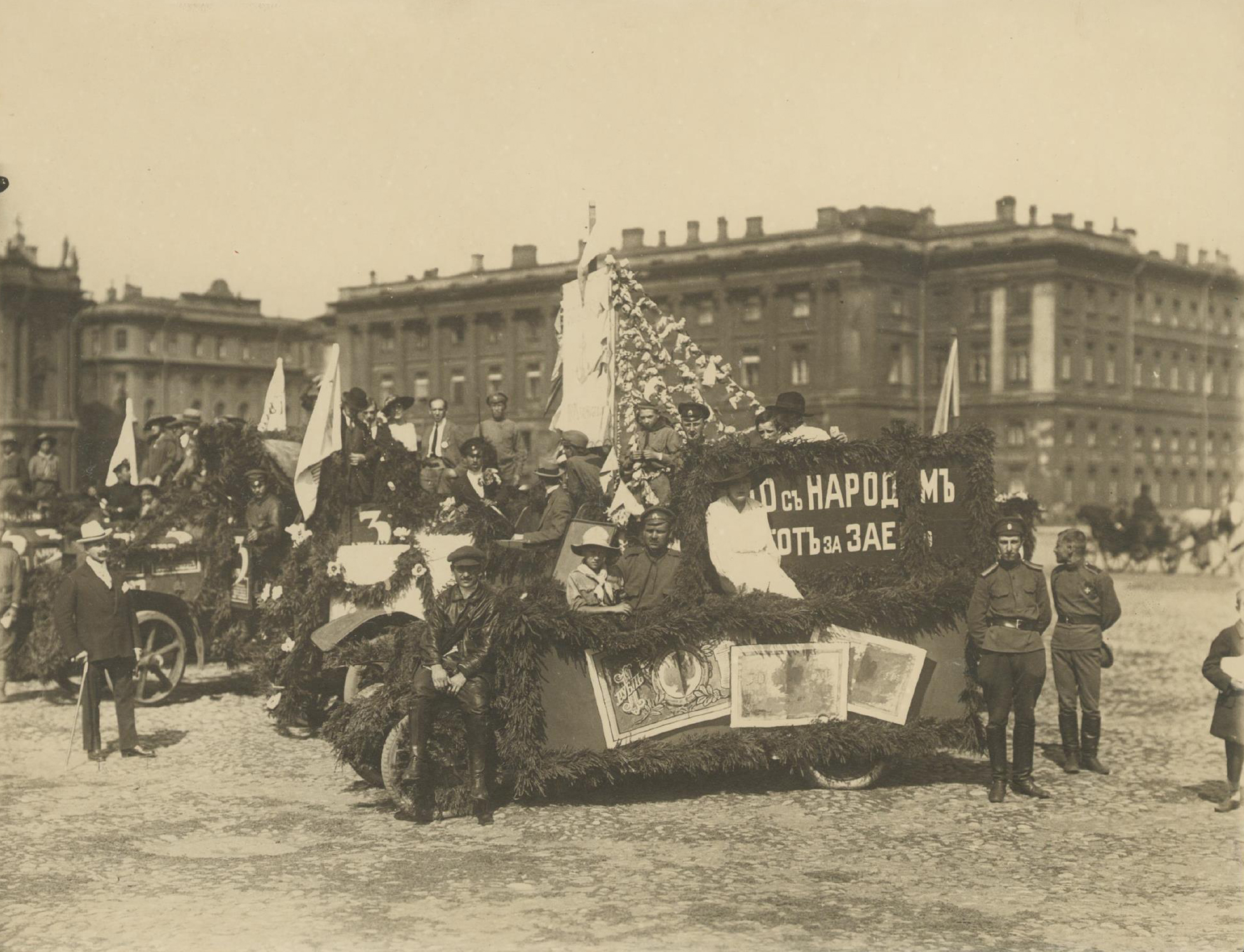
На Дворцовой площади в Петрограде в мае 1917 г.

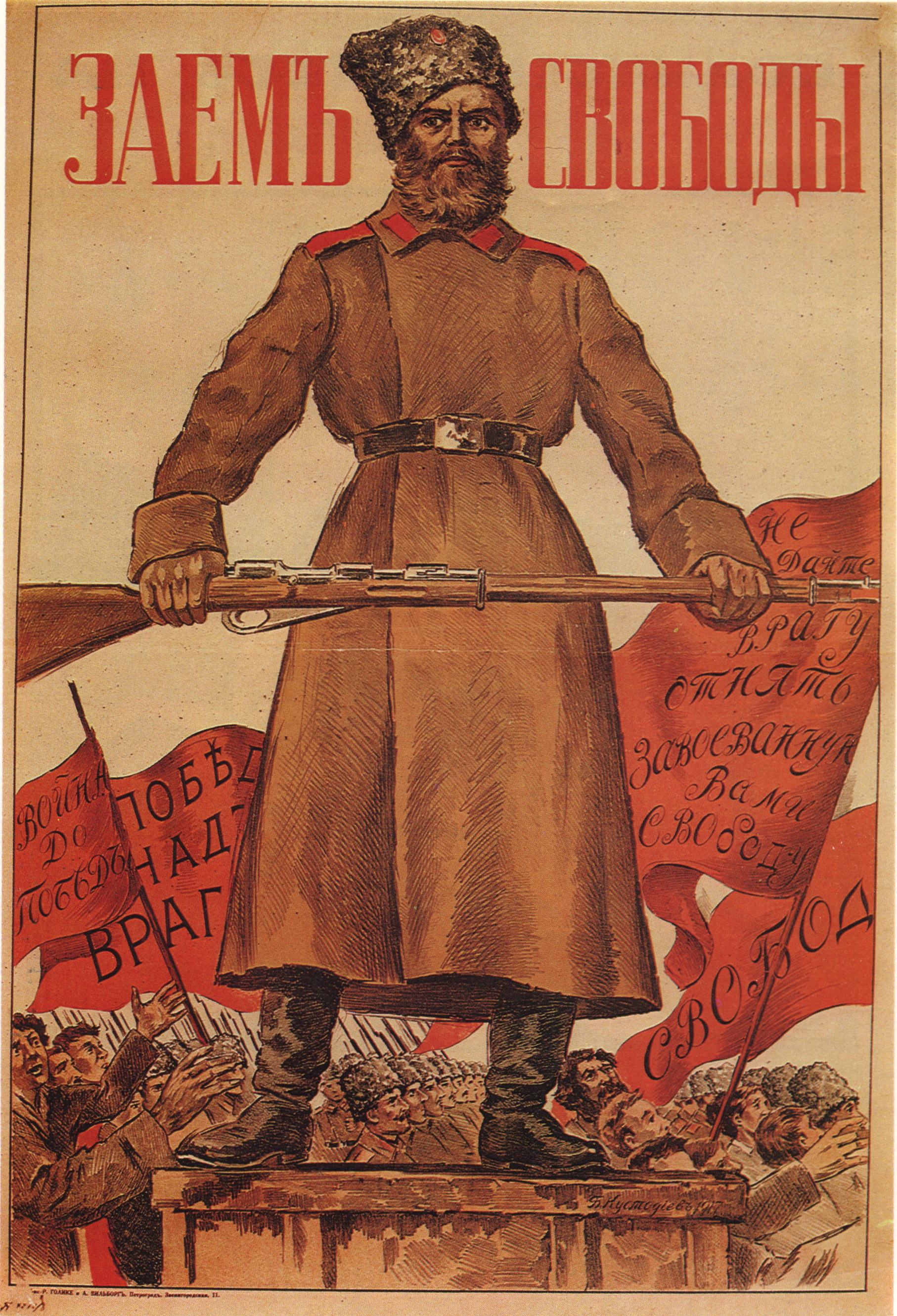
Плакат Кустодиева «Заём Свободы»

Терещенко, будучи инициатором выпуска займа, прилагал и большие усилия по его пропаганде. В марте-апреле 1917 года он практически ежедневно проводил совещания и встречи, посвящённые займу, а также обращался к известным общественным и политическим деятелям за содействием в популяризации займа. Даже перейдя в мае на пост министра иностранных дел, он продолжал заниматься этой работой. Во второй декаде марта в газетах началась пропагандистская кампания в поддержку займа. В течение первой половины апреля во многих губерниях были созданы комитеты или комиссии по популяризации займа. Большинство из этих комитетов смогло приступить к работе только в мае из-за задержки поступления необходимых для работы комиссий ассигнований и агитационных материалов, а также из-за апрельского кризиса и скрытого противодействия части губернских комиссаров.
Комитеты по популяризации проводили митинги, лекции, распространяли листовки и брошюры, печатали статьи в периодических изданиях. Были выпущены даже «кинематографические пьесы», а в Киеве — граммофонная пластинка с записью лекции о займе. 25 мая в Петрограде по инициативе Союза деятелей искусств был проведён «День Займа Свободы». По улицам города двигались украшенные транспарантами грузовики, на которых находились члены Союза Деятелей искусств, объединения «Мир искусства», футуристы, кубисты и др. Были устроены открытые сцены, с которых выступали ораторы и поэты. Была выпущена однодневная газета «Во имя свободы», в которой были напечатаны патриотические стихи Анны Ахматовой, Сергея Есенина, Игоря Северянина, Велимира Хлебникова. Стихотворение Саши Чёрного «Заём Свободы» позже неоднократно перепечатывалось в различных агитационных изданиях. Впоследствии и в других крупных городах проводились подобные дни или праздники, сопровождавшиеся митингами, шествиями, раздачей агитационных материалов, выступлениями артистов. Так, в Кисловодске 28 июля был проведён концерт, в котором участвовали Зинаида Гиппиус, Дмитрий Мережковский и Сергей Рахманинов. В Москве и Петрограде подобные праздники стали регулярными и проводились один-два раза в месяц. С июня праздники превратились в «двухдневки», а затем в «трёхдневки». Представители творческой интеллигенции нередко не только участвовали в проведении агитационных мероприятий, но и сами подписывались на заём. Наибольшую сумму среди них внёс Фёдор Шаляпин, приобретя облигаций на 100 000 рублей.
Агитационную деятельность координировал Всероссийский комитет общественного содействия государственным займам, выпускавший массовыми тиражами листовки, афиши, агитационные брошюры и инструктивные материалы для агитаторов. Авторами некоторых из брошюр были видные экономисты: М. И. Боголепов, В. С. Зив и М. И. Туган-Барановский. Комитетом было проведено несколько конкурсов плакатов и рисунков, посвящённых займу.
За поддержкой в проведении агитационной кампании Терещенко обратился и к духовенству. 29 марта Святейший синод принял определение, предписывавшее духовенству и учителям церковно-приходских школ принять участие в разъяснении значения займа. Весной с аналогичным призывом к верующим обратилось еврейское духовенство, в конце апреля — католикос всех армян Геворк V.

## Отношение партий и Советов к выпуску займа
Полностью одобрила выпуск займа Конституционно-демократическая партия, начавшая пропаганду в своей печати.
В Партии социалистов-революционеров первоначально не было единого мнения. Часть эсеров сразу поддержала заём, и лишь после голосования в поддержку займов исполкомов Московского и Петроградского советов основная масса партии стала заявлять о его поддержке. В начале мая, после формирования первого коалиционного Временного правительства, партия эсеров окончательно присоединилась к числу сторонников займа, активно участвуя в его пропаганде.
Меньшевики, связанные решением Циммервальдской конференции, осуждавшей голосование за военные кредиты социалистами, первоначально придерживались нейтралитета. Позже, при голосовании по вопросу о займах в столичных Советах, меньшевики фактически поддержали выпуск займа, выдвинув, однако, ряд требований к Временному правительству.
Правые меньшевики, прежде всего группа «Единство», полностью поддержали заём.
Меньшевики-интернационалисты первоначально придерживались нейтралитета, но после образования первого коалиционного правительства выступили в поддержку займа.
Большевики, осудив заём, пытались также воспрепятствовать проведению подписки, распространяя листовки, публикуя соответствующие материалы в партийной печати, срывая агитационные мероприятия, проводя осуждающие заём резолюции на собраниях и митингах.
В обстановке двоевластия для успеха выпуска займа Временному правительству необходимо было заручиться поддержкой Советов, прежде всего Петроградского совета. 15 апреля резолюцию в поддержку займа принял Московский совет, а 22 апреля — Петроградский совет. Резолюция Петроградского совета впоследствии распространялась в качестве рекламной листовки.
После столичных Советов свои резолюции начали принимать местные Советы, крестьянские съезды, собрания воинских частей, солдатские комитеты и другие возникшие после Февральской революции представительные органы. Во многих случаях резолюции, поддерживавшие выпуск займа, содержали также требования увеличения налогов на буржуазию, конфискации монастырских и церковных земель, сокращения пенсий высокопоставленным чиновникам, организации выплат по займу за счёт дополнительного обложения имущих классов, прекращения войны и заключения мира. В ряде Советов, где позиции большевиков были сильны (Челябинск, Уфа и др.), проведение займа не получило поддержку Советов. Резолюции против займа приняли также и некоторые воинские части и флотские экипажи, где было значительное влияние большевиков или анархистов.

## Результаты размещения займа
По данным Кредитной канцелярии Министерства финансов, к середине сентября 1917 года число подписчиков на заём достигло 900 000. Точное число подписчиков неизвестно, так как размещение займа продолжалось вплоть до Октябрьской революции, а в некоторых районах — до начала ноября. Кроме того, в случае коллективной подписки не учитывалось общее количество физических лиц, внесших деньги. По оценочным данным общее число подписчиков могло достичь 1 миллиона человек.
К концу апреля 1917 года сумма подписки на заём составила 725 миллионов рублей, а к 1 июня, когда предполагалось разместить заём на 3 миллиарда рублей и закончить подписную кампанию, — 1202 миллиона рублей. В целом сумма подписки составила чуть больше 4 миллиардов рублей. Значительная часть этой суммы была внесена обязательствами казначейства, что снижало эффективность займа как инструмента покрытия текущих расходов и антиинфляционного фактора.
16 сентября 1917 года наступил срок выплат по первому купону займа. Министерством финансов была обеспечена выплата по этим купонам, которая производилась даже тем, кто подписался на заём, но ещё не получил облигации. В этом случае выплата производилась по временным свидетельствам.
29 декабря 1917 года Совет народных комиссаров РСФСР приостановил выплаты по всем купонам и запретил сделки по ценным бумагам.

## Использование облигаций и купонов в денежном обращении
Из-за острой необходимости в денежных знаках малых номиналов в начале 1918 года в обращение были выпущены облигации аннулированных ранее займов, а также купоны процентных бумаг. В их числе, декретом Совнаркома РСФСР от 3 (16) февраля 1918 года, в обращение наравне с кредитными билетами были выпущены облигации Займа Свободы номиналом до 100 рублей (то есть в 20, 40, 50 и 100 рублей). Купонные листы при выпуске облигаций в обращение отрезались.
Постановлением Наркомфина РСФСР от 17 (30) мая было разъяснено, что являются обязательными к приёму при всех платежах и сделках купоны ряда государственных процентных бумаг, в том числе купоны Займа Свободы, со сроком по 1 декабря 1917 года. Практически это означало, что в обращение выпускались купоны облигаций Займа Свободы со сроком предъявления 16 сентября 1917 года (купон № 1).
Различные региональные власти выпускали в обращение и иные номиналы облигаций, а также купоны с более поздними сроками выплат, как правило, снабжая их надпечатками.
Так, например, в июле-августе 1918 года по распоряжению Центросибири Верхнеудинским казначейством были выпущены в обращение облигации Займа Свободы номиналом в 20, 40, 50, 100, 500 и 1000 рублей, без листа купонов, с печатью казначейства и подписями казначея и бухгалтера. Тем же казначейством купоны Займа Свободы номиналами в 50 копеек, 1 рубль, 1 рубль 25 копеек, 2 рубля 50 копеек и 25 рублей со сроком платежа до 1918 года выпускались без каких-либо штемпелей, а со сроком с 1 февраля 1918 года (то есть практически — купон со сроком 16 марта 1918 года и более поздние) — с печатью казначейства и штемпелем «Выпущен Верхнеудинским Казначейством».
По постановлению Административного совета Временного Сибирского правительства от 23 сентября 1918 года в обращении разрешалось использовать облигации Займа Свободы номиналом до 100 рублей включительно, а также купоны со сроком погашения до 1 октября 1918 года (то есть практически — купоны со сроком 16 сентября 1918 и более ранние).
Облигации и купоны займа, выпущенные в обращение, были изъяты в ходе деноминации 1922 года (10 000:1), явившейся первым мероприятием денежной реформы 1922—1924 годов. Декретом Совнаркома РСФСР от 8 сентября 1922 года было предписано прекратить выпуск в обращение купонов и облигаций Займа Свободы. Кассы Наркомфина и Госбанка принимали их к обмену на денежные знаки образца 1922 года до 1 октября 1922 года. Фактически облигации и купоны Займа Свободы в результате гиперинфляции исчезли из обращения в 1919—1920 годах и ко времени проведения деноминации уже почти не использовались.

## Галерея

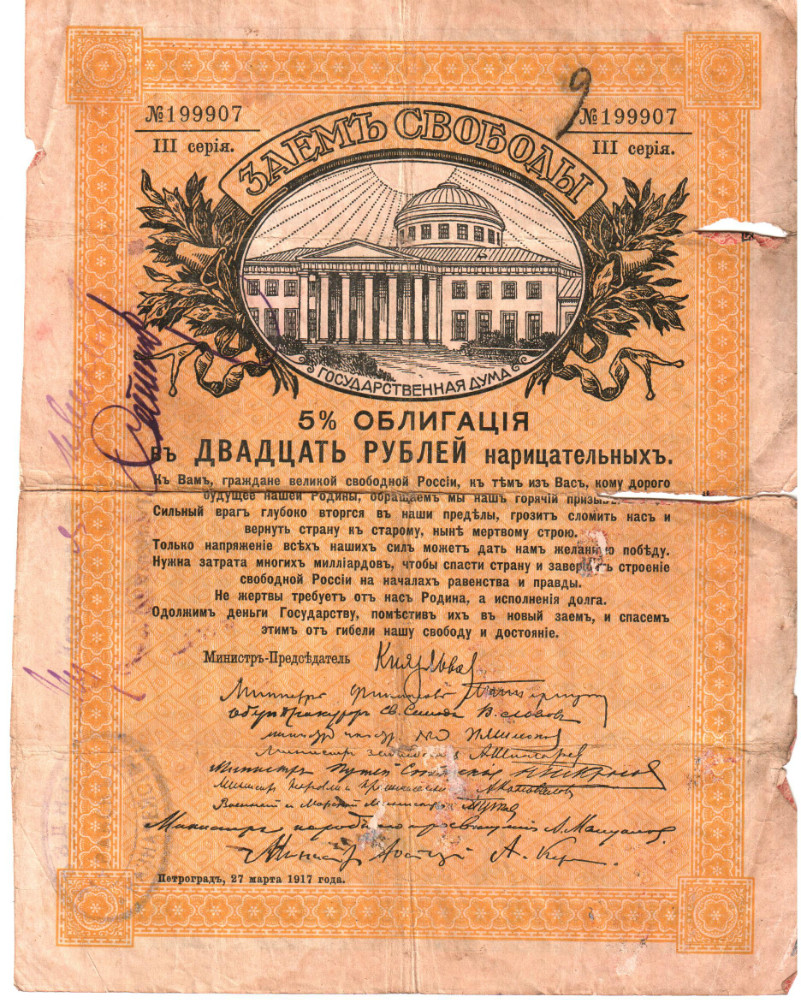
Облигация в 20 рублей III серии, лицевая сторона, с надпечаткой «Уездное Казначейство Яранск»
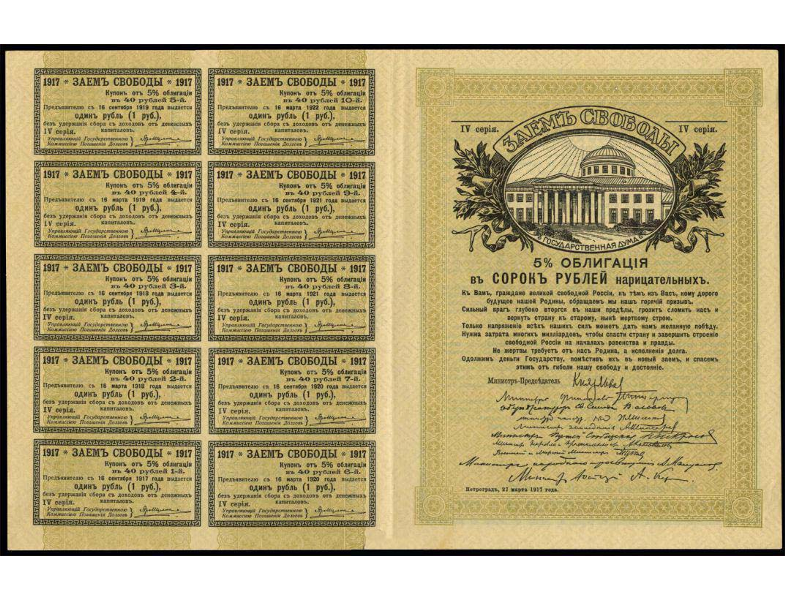
Облигация в 40 рублей IV серии с листом купонов, лицевая сторона
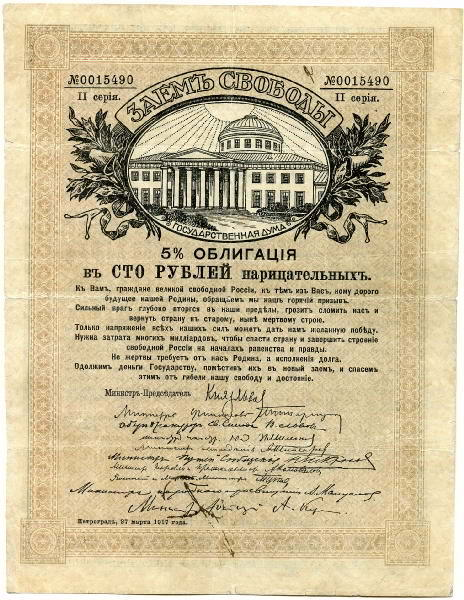
Облигация в 100 рублей II серии, лицевая сторона
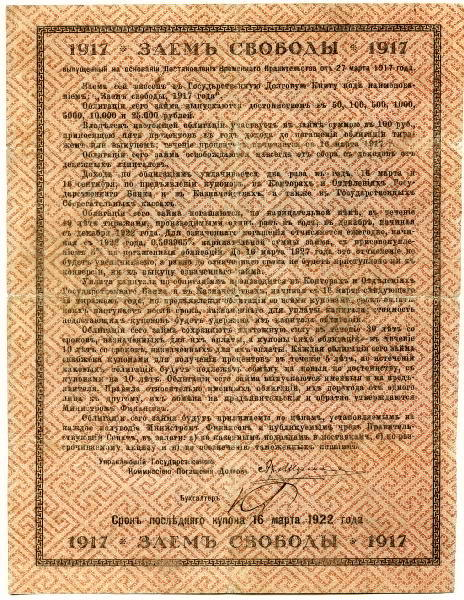
Оборотная сторона облигации I серии